# Île Fern
Fern est une île des Bermudes. 